# Ольбрихт, Бернд
Бе́рнд О́льбрихт (нем. Bernd Olbricht; 17 октября 1956, Гнойен) — немецкий гребец-байдарочник, выступал за сборную ГДР во второй половине 1970-х годов. Двукратный олимпийский чемпион, четырёхкратный чемпион мира, многократный победитель регат национального значения.

## Биография
Бернд Ольбрихт родился 17 октября 1956 года в городе Гнойене. Активно заниматься греблей начал в раннем детстве, проходил подготовку в Нойбранденбурге местном одноимённом спортивном клубе «Нойбранденбург» под руководством тренеров Хельмута Хёрентрупа и Хорста Кауцке.
Первого серьёзного успеха на взрослом международном уровне добился в 1976 году, когда впервые попал в основной состав национальной сборной ГДР и благодаря череде удачных выступлений удостоился права защищать честь страны на летних Олимпийских играх 1976 года в Монреале — вместе со своим напарником Йоахимом Маттерном завоевал золотую медаль в программе байдарок-двоек на пятистах метрах, тогда как на тысяче они финишировали вторыми, пропустив вперёд экипаж из СССР, и соответственно получили серебряные медали.
В 1977 году Ольбрихт побывал на чемпионате мира в болгарской Софии, откуда привёз награды золотого и серебряного достоинства, выигранные в зачёте двоек на дистанциях 500 и 1000 метров соответственно. Год спустя выступил на аналогичных соревнованиях в югославском Белграде и сделал там золотой дубль, стал чемпионом сразу в двух дисциплинах: в двойках на пятистах метрах и в четвёрке на тысяче. Ещё через год на домашнем мировом первенстве в Дуйсбурге взял серебро в двойках на полукилометровой дистанции и золото в четвёрках на километровой, став таким образом четырёхкратным чемпионом мира.
Будучи одним из лидеров восточногерманской гребной сборной, Бернд Ольбрихт прошёл квалификацию на Олимпийские игры 1980 года в Москве. В паре с Рюдигером Хельмом выиграл бронзовую медаль в программе 500 метров. В составе четырёхместного экипажа, куда также вошли гребцы Хельм, Харальд Марг и Бернд Дювиньо, обогнал всех своих соперников и получил золото.
За выдающиеся спортивные достижения удостоен серебряного ордена «За заслуги перед Отечеством». После завершения спортивной карьеры работал тренером в Нойбранденбурге, состоял в Олимпийской спортивной конфедерации Германии. Когда Германия воссоединилась, занялся бизнесом, открыл небольшую фирму, предоставляющую услуги такси.